# Nhã hoa núi
Nhã hoa núi (danh pháp khoa học: Lobelia montana) là loài thực vật có hoa trong họ Hoa chuông. Loài này được Reinw. ex Blume mô tả khoa học đầu tiên năm 1826.